# Kimiya Yazdian Tehrani
Kimiya Yazdian Tehrani ( em persa: کیمیا یزدیان طهرانی    , nascida em 13 de julho de 1996)  é uma jogadora de basquete iraniano da equipe nacional de basquete feminino do Irã e do time nacional 3x3 feminino do Irã .       
Ela também é uma jogadora de basquete 3x3. Participou nos Jogos Asiáticos de 2018 em Jacarta – Palembang, na Copa do Mundo FIBA 3x3 de 2018 e na Copa do Mundo FIBA 3x3 de 2019 - torneio feminino na Holanda.      